# Лука (Хмельницкая область)
Лука (укр. Лука) — село в Ярмолинецком районе Хмельницкой области Украины.
Население по переписи 2001 года составляло 69 человек. Почтовый индекс — 32140. Телефонный код — 3853. Занимает площадь 0,69 км². Код КОАТУУ — 6825883605.

## Местный совет
32140, Хмельницкая обл., Ярмолинецкий р-н, с. Михайловка